# Villarmosteiro
Villarmosteiro (llamada oficialmente Santa Eufemia de Vilarmosteiro) es una parroquia y una aldea española del municipio de Páramo, en la provincia de Lugo, Galicia.

## Historia
La primera referencia histórica que se conoce de Vilarmosteiro es del año 1229, cuando Vivian Froyaz se batió en pleito con el Encargo de Portomarín por el patronato de la Iglesia de Vilarmosteiro. Este documento es el primero documento escrito en gallego más antiguo de la provincia de Lugo. Curiosamente el segundo documento más antiguo en gallego de la provincia incluye también el topónimo Vilarmosteiro.
Durante la Segunda República reconocidos políticos del momento dieron mítines políticos en O Campo da Feira. El más sonado fue lo de Ramón Otero Pedrayo que se subió a un estrado sobre varias cubas de vino delante de la Casa do Zapateiro.
En esta parroquia se encuentra el lugar de O Campo da Feira (tradúzcase literalmente por El Campo de la Feria) de O Páramo. O Campo da Feira consta de un robledal de más de 7 hectáreas. Alrededor de O Campo da Feira el ayuntamiento de Páramo fue construyendo distintos edificios públicos que pasaron a constituir un nuevo núcleo, con el nombre de O Páramo: el pabellón polideportivo, el centro médico, el colegio público, la casa del médico, y finalmente en el año 2006 el ayuntamiento mudó la capital a este lugar y el nuevo edificio multiusos se transformó en casa del ayuntamiento.

## Organización territorial
La parroquia está formada por catorce entidades de población, constando doce de ellas en el nomenclátor del Instituto Nacional de Estadística español:
- A Cal
- Agro (O Agro)
- Castro de Neira (O Castro de Neira)
- Ciguñeira (A Ciguñeira)
- Lamabecerros
- Lamacemón
- Mundín
- O Couso
- O Páramo (O Campo da Feira)
- Ponte (A Ponte de Neira)
- San Xulián
- Seoane
- Vigo de Fondo
- Vilarmosteiro

## Demografía

### Parroquia
| Gráfica de evolución demográfica de Villarmosteiro (parroquia) entre 2000 y 2020 |
|                                                                                  |
| Datos según el nomenclátor publicado por el INE.                                 |

### Aldea
| Gráfica de evolución demográfica de Vilarmosteiro (aldea) entre 2000 y 2020 |
|                                                                             |
| Datos según el nomenclátor publicado por el INE.                            |

## Festividades
- La parroquia organiza en torno al día 27 de agosto la fiesta de San Victorio, instaurada a finales del siglo XIX por el párroco Juan Benito Quiroga. En el año 2000 los vecinos de la parroquia crearon la Asociación Lares Unidos, con la pretensión de organizar dicha fiesta, crear una sede social propia, y realizar las actuaciones necesarias para la construcción de un nuevo camposanto parroquial.
- El día 16 de septiembre se celebra una misa por la Santa Eufemia, patrona desde antes del año 1229.
- En el año 1976 comenzaron a organizarse las Ferias y Fiestas de Primavera, con el ánimo de recuperar la vitalidad en la carballeira ante la amenaza de la especulación urbanística. Estas ferias están organizadas por la Asociación de Amigos de O Campo da Feira.